# Peña Montañesa
Peña Montañesa är en bergstopp i Spanien.   Den ligger i provinsen Provincia de Huesca och regionen Aragonien, i den nordöstra delen av landet, 400 km nordost om huvudstaden Madrid. Toppen på Peña Montañesa är 2 291 meter över havet, eller 831 meter över den omgivande terrängen. Bredden vid basen är 10,2 km.
Terrängen runt Peña Montañesa är bergig åt nordost, men åt sydväst är den kuperad.Runt Peña Montañesa är det mycket glesbefolkat, med 2 invånare per kvadratkilometer. Närmaste större samhälle är Aínsa, 9,7 km sydväst om Peña Montañesa. I omgivningarna runt Peña Montañesa växer i huvudsak blandskog.